# Pôle d'équilibre territorial et rural Forêt d'Orléans-Loire-Sologne
Le Pôle d'équilibre territorial et rural Forêt d'Orléans-Loire-Sologne est un Pôle d'équilibre territorial et rural et anciennement un Pays français, situé dans le département du Loiret et la région Centre-Val de Loire.

## Historique
- 12 mars 2001 : le syndicat intercommunal est remplacé par le Syndicat mixte du pays Forêt d'Orléans - Val de Loire
- Juin 1981 : création du syndicat intercommunal d'aménagement rural des communes de la Forêt d'Orléans (SIARCOFOR)
- Années 2010 : devient un Pôle d'équilibre territorial et rural

## Composition
Le Pôle d'équilibre territorial et rural Forêt d'Orléans-Loire-Sologne est constitué de 32 communes sur 6 cantons (Châteauneuf-sur-Loire, Chécy, Jargeau, Neuville-aux-Bois, Ouzouer-sur-Loire et Outarville).